# NOFX (EP 2011)
NOFX è un EP del gruppo skate punk NOFX, edito dalla Fat Wreck Chords nell'agosto del 2011 e composto da sole cover di brani hardcore punk.

## Tracce
1. Friend Or Foe  (cover degli Agnostic Front)
2. IQ32  (cover dei Necros)
3. Police Brutality  (cover degli Waste Cover)
4. Mental Breakdown  (cover dei Social Unrest)
5. No More Lies  (cover dei Battalion of Saints)
6. Race Riot  (cover dei D.O.A.)
7. Say We Suck  (cover dei Sin 34)
8. Child Hosts the Parasite  (cover dei Rebel Truth)
9. Professional Punk (cover dei Stretch Marks)

## Formazione
- Fat Mike - basso e voce
- El Hefe - chitarra e voce
- Eric Melvin - chitarra e voce
- Erik Sandin - batteria